# Gaillères
Gaillères là một xãthuộc tỉnh Landes trong vùng Nouvelle-Aquitaine. Xã này có diện tích 14,04 kilômét vuông, dân số năm 2006 là 54 người. Xã này nằm ở khu vực có độ cao từ 63-102 mét trên mực nước biển.

## Biến động dân số
| Năm | 1962 | 1968 | 1975 | 1982 | 1990 | 1999 | 2006 |
| --- | ---- | ---- | ---- | ---- | ---- | ---- | ---- |
| Dân số | 244  | 261  | 265  | 348  | 396  | 430  | 541  |
| From the year 1962 on: No double counting—residents of multiple communes (e.g. students and military personnel) are counted only once. |      |      |      |      |      |      |      |